# Stripped (EP)
Stripped  es el segundo EP de la banda estadounidense Hinder. Fue lanzado en 13 de mayo de 2016. Este es el primer proyecto estrictamente acústico de la banda a ser lanzado y es su segundo EP de la banda, siendo el primero de su primer EP desde Far From Close lanzado en 2003.

## Antecedentes
Antes de reproducir un espectáculo en el lugar Ziggy por el mar en Wilmington, Carolina del Norte el 6 de enero, el año 2016 El grupo fue entrevistado por The Baltimore Sun, durante la entrevista, el grupo anunció que habían comenzado a trabajar en un EP acústico y ya comenzó a escribir para su próximo álbum de estudio, el cantante Dutton dijo que los proyectos deben ser lanzados a finales del año.
El 7 de marzo, el año 2016 El grupo anunció que el EP acústico será titulado Stripped y se dará a conocer 13 de mayo de 2016. El EP se compone de 6 canciones, 5 canciones serán versiones acústicas de Hinder previamente grabado pistas Cuando la primera pista será una cubierta del grupo K'S CHOICE canción "Not An Addict".
El vocalista Marshal Dutton comentó en el EP diciendo; "Estamos encantados de finalmente ser capaz de lanzar este EP acústico. Cuando escribimos canciones, creemos que tienen que ser grandes con sólo una guitarra acústica. El resto de la instrumentación es sólo la guinda del pastel. No podemos esperar a salir en la carretera y mostrar a nuestros fans de nuestra música en su forma original"
.

## Lista de canciones
| N.º | Título                | Escritor(es)                                          | Duración |  |
| 1.  | «Not An Addict»       | Gert Bettens, Sarah Bettens                           | 4:10     |  |
| 2.  | «Intoxicated»         | Marshal Dutton, Cody Hanson, Ryan Hurd, Joey Hyde     | 3:19     |  |
| 3.  | «Wasted Life»         | Marshal Dutton, Cody Hanson, Westin Davis, Erik Dylan | 3:21     |  |
| 4.  | «Hit The Ground»      | Marshal Dutton, Cody Hanson, Nolan Neal               | 3:18     |  |
| 5.  | «If Only For Tonight» | Marshal Dutton, Cody Hanson, Justin Richards          | 3:36     |  |
| 6.  | «Get Stoned»          | Austin John, Cody Hanson, Brian Howes, Joey Moi       | 3:44     |  |

## Personal
- Marshal Dutton - voz principal, guitarra acústica
- Joe Garvey - guitarra principal
- Mark King - guitarra rítmica, coros
- Mike Rodden - bajo eléctrico, coros
- Cody Hanson - batería